# Yahia Arkat
Yahia Arkat est un journaliste algérien  au journal   Liberté et à Radio Canada, vit à Montréal.

## Biographie

### Parcours professionnel
Yahia Arkat a travaillé d’abord au journal Le Matin et ensuite il a été journaliste au quotidien  Liberté  et correspondant à Tizi Ouzou. Il s’ installe  au Canada et continue à écrire des articles  durant plusieurs années. Il a été collaborateur au journal L'initiative. Yahia Arkat anime également des conférences.  Il fait également  des entrevues pour le quotidien Liberté. En 2017, Yahia Arkat est journaliste à Radio Canada

### Prix
En 2015, lors du Gala de la diversité à Montréal, Yahia Arkat a obtenu le  prix du Lys Médias de la diversité, dans la catégorie presse écrite. Le Gala fut organisé par l'agence de presse Média mosaïque.  